# Bathymetra
Genre
Bathymetra est un genre de comatules de la famille des Antedonidae.

## Liste d'espèces
Selon World Register of Marine Species (31 mars 2015) :
- Bathymetra abyssicola (Carpenter, 1888)
- Bathymetra carpenteri AH Clark, 1908